# Julian Reister
Julian Reister (Hamburgo, 2 de abril de 1986) es un tenista profesional alemán. Su ranking más alto en la carrera ha sido el puesto 85, alcanzado el 4 de noviembre de 2013.

## Carrera profesional

### 2006
Reister clasificó para su primer torneo ATP World Tour en el torneo de Basilea , donde perdió en la primera ronda frente a  Guillermo García-López por 6-7(4), 2-6.

### 2007
Reister entró en Basilea desde la ronda clasificatoria donde perdió en la primera ronda ante Roko Karanušić 0-6, 3-6.

### 2010
Reister clasificó para el cuadro principal en Brisbane, donde perdió en la primera ronda frente a Florent Serra por  7-6(3), 6-7(5), 5-7.
Luego clasificó para el cuadro principal en Roland Garros. Derrotó al 27º favorito Feliciano López en la primera ronda por 6-1, 7-6(5), 6-2 para lo que fue su primera victoria ATP. En segunda ronda derrotó al belga Olivier Rochus  6-2, 6-2, 7-6(5) antes de perder ante Roger Federer en tres sets 4-6, 0-6, 4-6 en la tercera ronda, lo que fue su mejor participación en individuales hasta el momento.
También consiguió entrar en Wimbledon como Lucky Loser. Avanzó a la segunda ronda al derrotar a Rik de Voest por 6-4, 7-5, 3-6, 6-2. Luego perdió frente al Xavier Malisse 7-6(7), 4-6, 1-6, 4-6.
Reister recibió una invitación por parte de la organización del torneo de Hamburgo, derrotando en primera ronda a su compatriota Daniel Brands 6-2, 7-6(10). Luego continuó su racha positiva al derrotar en segunda ronda al 12º favorito, el rumano Victor Hănescu 7-6(4), 6-4 antes de perder frente a Denis Istomin en la tercera ronda por 6-3, 3-6, 6-7(3) .

### 2011
Reister ganó su primer título challenger en la ciudad italiana de Monza cuando derrotó a  Alessio di Mauro en la final. Se clasificó para el torneo de Múnich donde ganó su primer partido a su compatriota Daniel Brands antes de perder ante el ruso Nikolái Davydenko en segunda ronda.

### 2013
El alemán hizo el tercer mayor salto en el Top 100 del año anterior, subiendo 209 puntos, destacado por los cuartos de final en el Torneo de Buenos Aires (perdió ante Tommy Robredo). Se clasificó exitosamente para 3 Grand Slams (1-3 registro), alcanzado segunda ronda en Wimbledon (p. Melzer) por segunda vez en su carrera, cayó en primera ronda en el Australian Open (perdió ante Guillaume Rufin) y Roland Garros (perdió ante Federico Delbonis). Cosechó una buena actuación en el ATP Challenger Series con 3 títulos en Roma (venció a Guillermo García-López en la final), Challenger de Blois (venció a Dušan Lajović) y Challenger de Trnava (venció a Adrian Ungur); se retiró antes de la final en Seúl contra Lajovic. Cosechó un récord de 29-7 en Challengers. Completó un registro de 2-4 en tierra batida, 1-1 en hierba y 0-1 en el dura. Obtuvo un récord personal de $ 183 893.

### 2014
En el mes de mayo disputó el challenger Roma Open 2014 como sexto cabeza de serie, llegando a la final y derrotando al uruguayo Pablo Cuevas por 6-3, 6-2. La semana pasada había disputado la final del Challenger de Túnez, cayendo derrotado ante el italiano Simone Bolelli. En Roma obtuvo su quinto título ATP Challenger Tour y seguró su regreso Top 100 en el Emirates ATP Rankings.

## Títulos; 5 (5 + 0)
| Leyenda                     | Individuales | Dobles |
| --------------------------- | ------------ | ------ |
| Grand Slam                  | 0            | 0      |
| ATP World Tour Finals       | 0            | 0      |
| ATP World Tour Masters 1000 | 0            | 0      |
| ATP World Tour 500 Series   | 0            | 0      |
| ATP World Tour 250 Series   | 0            | 0      |
| ATP Challenger Series       | 5            | 0      |

### Individuales
| N.º | Fecha      | Torneo               | Superficie | Rival en la final      | Resultado       |
| --- | ---------- | -------------------- | ---------- | ---------------------- | --------------- |
| 1.  | 10.04.2011 | Challenger de Monza  | Tierra     | Alessio di Mauro       | 2–6, 6–3, 6–3   |
| 2.  | 21.04.2013 | Challenger de Roma   | Tierra     | Guillermo García-López | 4-6, 6-3, 6-2   |
| 3.  | 16.06.2013 | Challenger de Blois  | Tierra     | Dušan Lajović          | 6–1, 6–73, 7–62 |
| 4.  | 22.09.2013 | Challenger de Trnava | Tierra     | Adrian Ungur           | 7–63, 6–3       |
| 5.  | 10.05.2014 | Challenger de Roma   | Tierra     | Pablo Cuevas           | 6-3, 6-2        |